# Hemmyrtjärnen, Hälsingland
Hemmyrtjärnen är en sjö i Ljusdals kommun i Hälsingland och ingår i Ljusnans huvudavrinningsområde.